# LET TG-10
TG-10 è la denominazione militare per gli alianti cecoslovacchi Blanik, Super Blaník e Blanik L-33 Solo, usati per l'addestramento di base al volo presso la United States Air Force Academy. L'Academy mantenne un organico di 21 TG-10, in queste tre varianti, fino al 2012. I velivoli erano impiegati da cadetti e ufficiali di 94th Flying Training Squadron, 306th Flying Training Group, Nineteenth Air Force, Air Education and Training Command.

## Varianti
Tutti i modelli TG-10 sono costruzioni a semi-monoscocca di alluminio con superfici di controllo rivestite di tessuto. Sono tutti dotati di pannelli portastrumenti a sbalzo completo (altimetro, anemometro, accelerometro, variometro, girobussola) e dispongono di una suite completa di avionica (radio VHF, GPS, computer di navigazione, ELT).
TG-10B Merlin: LET L-23 Super Blanik. 12 in organico. Addestratore basico; configurazione 2 posti tandem. Usato nel programma dell'Academy Soar For All e per addestrare i cadetti a diventare piloti istruttori di alianti. Quattro di questi sono configurati per il volo ascensionale di alta quota.
TG-10C Kestrel/"Saber": LET L-13AC Blanik. 5 in organico. Addestratore avanzato: pozzetto e comandi sono identici al Merlin, rendendo le transizioni tra i due aerei molto fluide. Usato per l'addestramento all'acrobazia e all'avvitamento. Un po' più pesante con apertura alare più breve e configurazione di coda convenzionale, permette una reazione dinamica lievemente più pronta agli impulsi dei comandi.
TG-10D Peregrine/"Thunder": Let L-33 Solo. 4 in organico. Addestratore avanzato; monoposto. Il pozzetto e i comandi sono simili al TG-10B. Utilizzato per l'addestramento cross-country e allo sfruttamento delle correnti ascensionali.
Nel 2007 l'Air Force Academy iniziò a ritirare gli alianti TG-10D a favore dei più moderni alianti ad alte prestazioni, Schempp-Hirth Duo Discus e Discus 2b, sotto le rispettive denominazioni di TG-15A (due posti in tandem) e TG-15B (monoposto). Entrambe le varianti sono state rimpiazzate dal TG-16A.

## Storia
L'Academy impiegò i più vecchi, affidabilissimi alianti TG-4 (Schweizer SGS 2-33) fino al 2002, quando li sostituì con i più moderni TG-10. Fino al 2004 le attività di volo a vela erano affidate al 94th Flying Training Squadron del 34th Operations Group, un'unità del 34th Training Wing, United States Air Force Academy. Nel 2004, il 94th come altre unità di volo presso l'Academy (98th e 557th) fu riorganizzato alle dipendenze di Air Education and Training Command.